# Скородєд Валерій Євгенович
Скородєд Валерій Євгенович (22 жовтня, 1965, Москва) — радянський і російський рок-музикант, лідер групи «Монгол Шуудан»

## Життєпис
Зак нчив МВТУ ім. Баумана. Проходив службу у Радянській армії. Брав участь у діяльності анархічного гуртка, грав у гуртах «Вшивая Горка» і «Половой Акт». Наприкінці 1988 року зібрав перший склад групи «Монгол Шуудан», з якою дав перший концерт у квітні 1989 року й отримав пропозицію записати альбом у професійній студії. Але через брак досвіду альбом записували, виходячи з можливостей групи.
Є єдиним незмінним учасником гурту.
Автор музики майже усіх пісень групи, за виключенням:
- «Шизгара» — Роббі ван Леувен,
- «Тамада» — Thin Lizzy, частково The Beatles,
- «Кондуктор» — Di Capua,
- «Саматайм» — Гершвін
- «Служили два товарища» — музика дуже змінена.

Автор текстів майже усіх пісень групи, за виключенням:
- «Москва» та «Слушай поганое сердце…» — вірші С. О. Єсенін,
- «Чёрная Шаль» — вірші О. С. Пушкін,
- «Про Любовь»,
- «Ты гречку выдаешь за манку»,
- «Москва Колбасная» — Сергей Жаріков,
- «Колоколенка» — Сергєєв, Леонід Олександрович (бард),
- «Любо, братцы, любо» — слова народні,
- «Служили два товарища» — текст дуже змінено;

Написав аранжування кавер-версії пісень «Незнайка» (групи «Наив») и «Похмел» — (групи «Сектор Газа»).
Взяв участь як вокаліст у запису пісні «Рок-н-ролл надувает наши паруса» групи «Тринадцатое Созвездие».
Виступає як сольний виконавець. Фанат груп «ДК» і «Сектор Газа».